# 阿海馬內
46°40′32″N 34°14′53″E / 46.67556°N 34.24806°E
阿海馬内（羅馬化：Ahaimany），2016年之前名为伏龙芝，是位於烏克蘭南部的村莊，由赫爾松州海尼切斯克區的伊萬尼夫卡市鎮負責管轄。該村始建於1807年，面積177.7平方公里，海拔高度34米，2001年人口1,807，人口密度每平方公里9.56人。目前为俄罗斯实际占领。